# Stuck On You (canción de Elvis Presley)
"Stuck On You" ("Pegado a ti") es una canción interpretada y popularizada por Elvis Presley, compuesta por la dupla Aaron Schroeder y J. Leslie McFarland. Elvis la grabó en 1960 luego de su regreso a los Estados Unidos tras cumplir con el servicio militar en Alemania. La canción se convirtió en un gran éxito del cantante, logrando alcanzar los primeros puestos de varias listas musicales alrededor del mundo.   El sencillo fue certificado como disco de platino por la RIAA con ventas de más de 1.000.000 de copias. A su vez la canción también resultó ser un éxito de ventas en varios países europeos en 1960. 

## Antecedentes y grabación
El 7 de marzo de 1960 Elvis finalmente regresó a Memphis luego de haber cumplido con su segundo año de servicio militar. Elvis había pasado por un período de reclutamiento en USA y la segunda etapa debió de cumplirla en un cuartel de Friedberg  Alemania, entonces denominada Alemania Occidental, a donde el cantante viajó el 1 de octubre de 1958.  Durante ese tiempo alejado de los escenarios, RCA continuó editando las canciones que Elvis había grabado tanto antes de ingresar al servicio militar como algunas pistas grabadas durante alguna licencia.  Elvis egresó del ejército con el cargo de sargento y tras un breve descanso viajó hacia Nashville para iniciar las sesiones de grabación de sus siguientes discos, dentro del legendario estudio B de la RCA en Nashville. 
Allí Presley volvió a incorporar a su guitarrista original Scotty Moore con quien no grababa desde 1958. Bill Black en cambio dejó de lado toda cuestión contractual con Elvis y el cantante lo reemplazó en su labor de bajista por el músico Bob Moore. 
Como era habitual en el método de trabajo de Presley, se hicieron varias grabaciones de la canción y finalmente se escogió la toma # 3 para la confección del máster. 

## Músicos de la sesión
- Elvis Presley - voz y guitarra rítmica
- Scotty Moore - guitarra eléctrica
- Bob Moore - bajo
- The Jordanaires - coros
- D. J. Fontana y Buddy Harman - batería
- Floyd Cramer - piano [7]

## Letra
"Stuck On You" está repleta de metáforas y frases irónicas donde el interlocutor, en este caso Elvis, alude en sentido figurado a un posible interés amoroso diciéndole que podrá cortar una manzana de un árbol pero no podrá sacudirlo a él para alejarlo de su lado porque va a estar junto a ella como si estuviese pegado "I'm gonna stick like glue. Stick, because I'm Stuck on you" 
De manera irónica le comenta que puede esconderse en la cocina o en la sala pero que en cuanto la encuentre y comiencen los besos ni siquiera una tropilla de caballos salvajes podrán separarlos "A team o' wild horses couldn't tear us apart" 

## Edición
RCA editó un disco sencillo con "Stuck On You" en su lado A y "Fame and Fortune" en su lado B. Por otro lado, "Stuck On You" fue parte de varios álbumes y de compilados, entre ellos la reedición de1999 de Elvis Is Back! originalmente editado en 1960, Elvis' Golden Records Volume 3, el exitoso Elvis 30 o la colección de 5 álbumes "Elvis from Nashville to Memphis The Essential 60's Masters I"  entre otros.

## Portada
RCA ya tenía preparadas 1.4 millones de carátulas determinadas a ser usadas en el próximo disco, antes de que Elvis entrase a grabar a un estudio en esa oportunidad. Las fotos corresponden a una muestra donde Elvis ya lucía con el cabello recortado y sin patillas. El centro de la impresión estaba recortado en círculo para permitir que se viese la etiqueta con el título y los créditos estampados sobre el disco de vinilo. Dicha portada tuvo dos imágenes de Elvis donde el cantante lucía con diferente ropa. Al margen del sello de RCA y el rótulo con el nombre de Elvis, se podía leer en la esquina inferior derecha “Evis’ 1st new recording for his  50,000,000 fans all over the world.” ("Primera nueva grabación de Elvis para sus 50.000.000 de fans alrededor del mundo").

## Recepción
"Stuck On You" se convirtió en un gran éxito de Elvis en muchos sentidos. Por un lado la canción logró acceder a varias listas de éxitos tanto dentro de los Estados Unidos como alrededor del mundo y por otro lado logró ventas cuantitativas. En la lista de  Billboard Hot 100 la canción alcanzó el puesto # 1 manteniéndose en esa posición durante 4 semanas y permaneciendo en dicha lista durante 16 semanas en total. También alcanzó la posición # 1 en la lista del Cash Box Top 100 y en listas de países como Australia y Canadá, mientras que en otros países como Reino Unido, Holanda,  Noruega y Suecia, accedía a las primeras posiciones. En el caso de la lista de sencillos del Reino Unido, "Stuck On You" alcanzó la posición # 3 y se mantuvo allí durante 14 semanas. 

## Ventas
El sencillo tuvo una demanda anticipada de 1,275,077 de copias resultando  acreditado posteriormente por parte de la RIAA con un nuevo disco de platino por haber logrado ventas que alcanzaban el millón de discos vendidos. Debido a esas ventas, la revista Billboard la incluyó en la lista especial de  "The Nation's Pop Tunes - Honor Roll of Hits" alcanzando el puesto # 1 el 2 de mayo de 1960.  En el Reino Unido asimismo resultó ser una de las canciones más exitosas y con mayores ventas de ese año y lo mismo ocurrió en otros países como Holanda. 

## Listas
| Listas (Año 1960)                | Posición alcanzada |
| -------------------------------- | ------------------ |
| Alemania                         | 23                 |
| Australia                        | 1                  |
| Bélgica                          | 4                  |
| Canadá                           | 1                  |
| Holanda                          | 8                  |
| Irlanda (IRMA)                   | 10                 |
| Noruega                          | 2                  |
| Reino Unido UK Singles Chart     | 3                  |
| US Billboard Hot 100             | 1                  |
| US Billboard R&B Singles         | 1                  |
| US Billboard Country and Western | 27                 |
| US Cash Box Top 100              | 1                  |